# (211379) Claytonwhitted
(211379) Claytonwhitted est un astéroïde de la ceinture principale.

## Description
(211379) Claytonwhitted est un astéroïde de la ceinture principale. Il fut découvert le 5 octobre 2002 à l'observatoire d'Apache Point par le programme Sloan Digital Sky Survey. Il présente une orbite caractérisée par un demi-grand axe de 2,64 UA, une excentricité de 0,07 et une inclinaison de 8,6° par rapport à l'écliptique.

## Compléments